# Белые люди

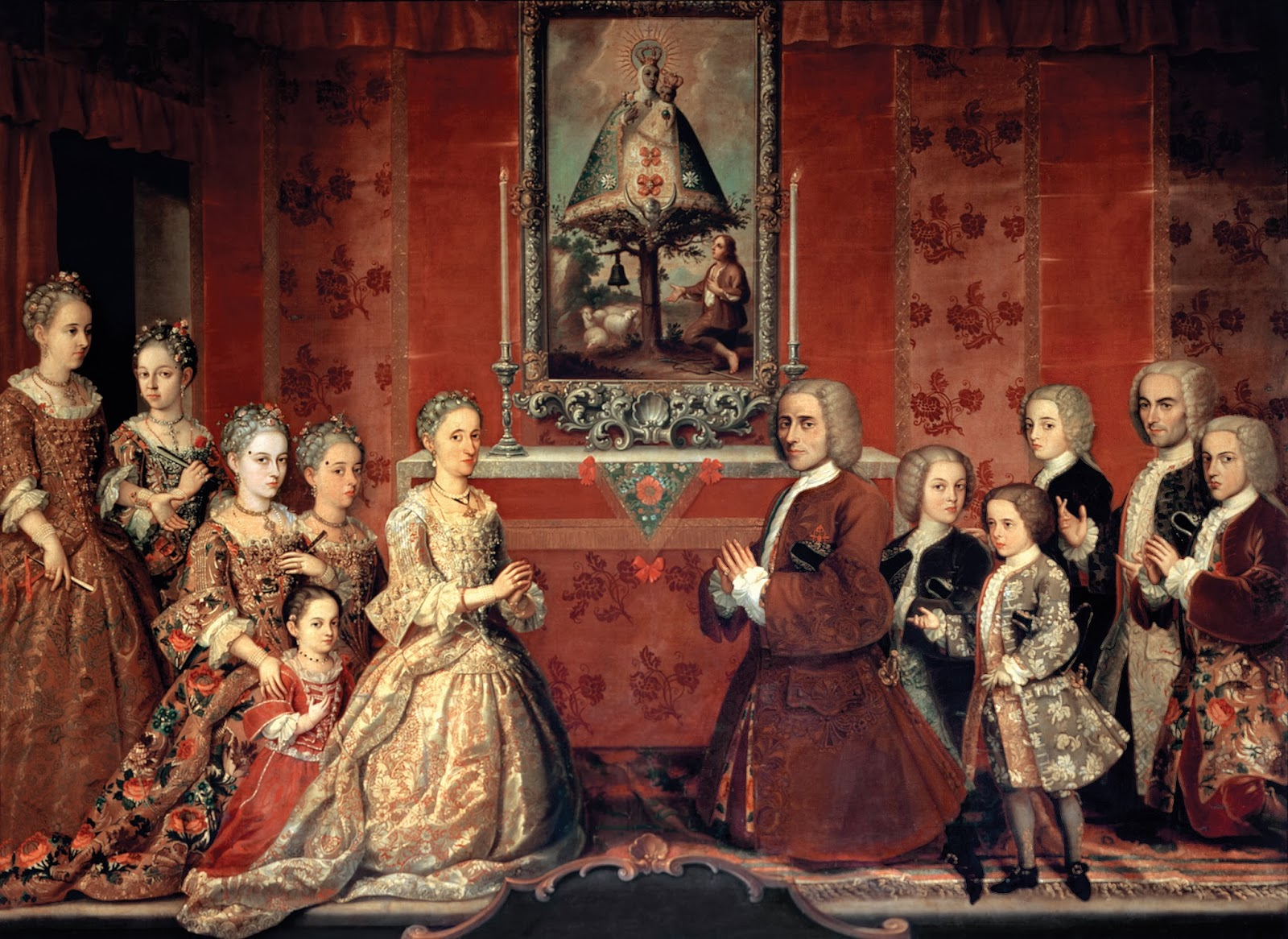
Семья Фагоага Ароскета, супружеская пара criollo (люди испанского происхождения, родившиеся в колониях) с десятью детьми. Неизвестный художник, около 1735 года, Мехико

«Белые» люди, «белая раса» — псевдонаучное, устаревшее понятие расовой классификации, обычно социальная категория, критерием которой считается светлый цвет кожи. Не все люди, считающиеся «белыми», в действительности имеют светлую кожу; в другом значении люди европейского происхождения; также «белая раса» может быть неточным и устаревшим синонимом понятия европеоидная раса. Термин связан с ныне дискредитированными представлениями о расе как биологической категории. Определение термина «белые» может варьироваться в зависимости от контекста и взглядов.
В доколониальный период ни один европейский народ не определял себя как «белый». Описание населения как «белого» в смысле цвета кожи иногда встречается в греко-римской этнографии и в других древних или средневековых источниках, но в этих обществах не было понятия о «белой» или общеевропейской расе.
Ранее Нового времени не существовало идей расового превосходства. Термины «белые люди» или «белая раса» в отношении большой группы людей преимущественно или исключительно европейского населения, определяемые их светлой кожей в противоположность «чёрным» (понятие не полностью идентично понятию негроидная раса), «коричневым», «жёлтым», «красным» и другим «небелым», возникли в XVII веке. До конца XVIII века европейцы называли «белыми» также народы Восточной Азии. Термины «белые люди» и «белая раса» вошли в основные европейские языки в конце XVII века в контексте расового рабства и неравного социального статуса жителей европейских колоний. Акцент на расе отличает концепцию колониальной эпохи от более ранних представлений, в которых основное внимание уделялось цвету лица.
Концепция единой «белой расы» не получила всеобщего признания в Европе. Не существует общепринятого определения географического барьера между «белыми» и «небелыми» людьми. Современные антропологи и другие учёные, признавая реальность биологических различий между различными человеческими популяциями, рассматривают концепцию единой, отличимой «белой расы» как социально сконструированную. Как группа с различными потенциальными границами, «белая раса» является примером нечёткой концепции.
В Соединённых Штатах этот термин иногда расширялся, охватывая лиц мексиканского, южноазиатского, западноазиатского, восточноазиатского и североафриканского происхождения, которых в США часто считают «небелыми» в других контекстах. В Соединённых Штатах также утверждалось, что евреи и лица южноевропейского или ирландского происхождения не входят в эту категорию, хотя эта идея оспаривалась.
В послевоенные годы в качестве общего обозначения «белых» людей, не являющихся евреями, сторонниками превосходства «белой расы» по всему миру начал использоваться термин «арийцы».
Секвенирование геномов древних людей, проведённое лабораторией под руководством генетика Дэвида Райха в 2016 году, выявило, что «белые» европейцы не являются единой гомогенной группой, а происходят преимущественно от смеси четырёх западно-евразийских предковых групп: WHG (западноевропейские охотники-собиратели), EHG (восточноевропейские охотники-собиратели), неолитические земледельцы из Леванта / Анатолии, а также неолитические земледельцы с территории современного Ирана (часто обозначаемые как «EEF»; ранние европейские земледельцы) — в разной степени, и большую часть своей родословной они ведут от древних ближневосточных групп.

## История понятия
В Древней Греции и Римской империи население, жившее за пределами греко-римского мира, различалось по цвету кожи, но это не имело каких-либо социальных последствий, данные народы включались в единую социальную категорию «варваров».

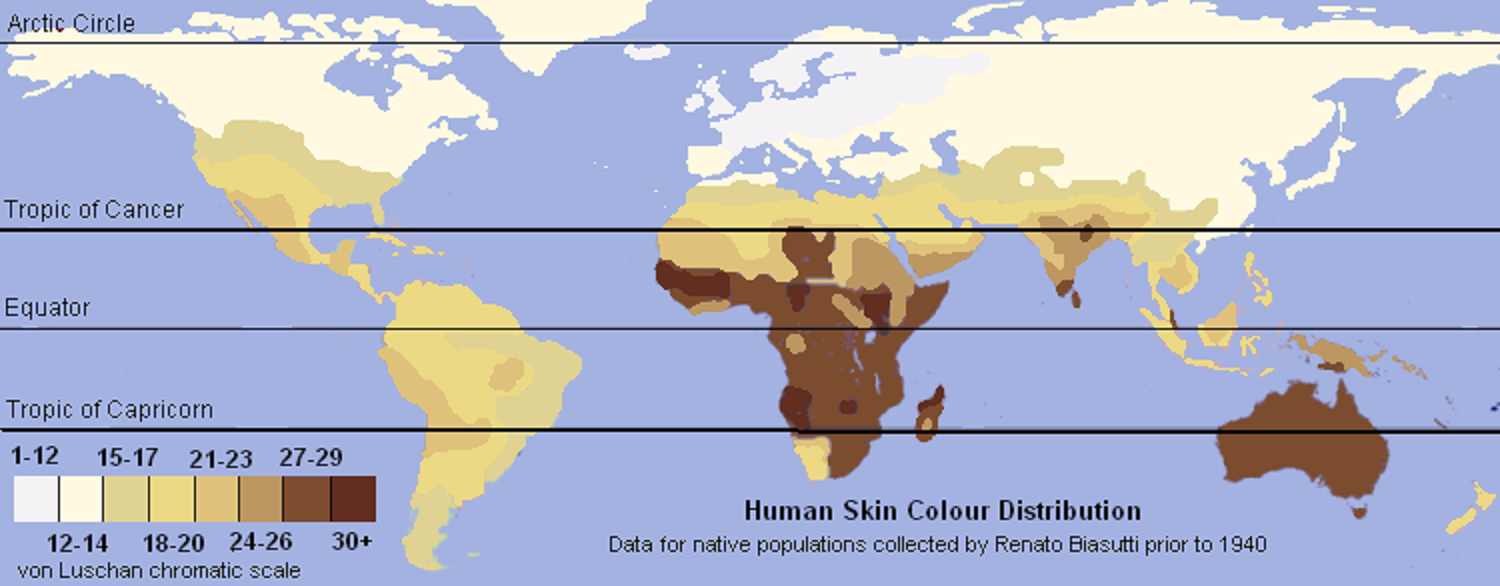
Карта цвета кожи коренного населения, демонстрирующая ошибочность принятой «цветовой» классификации рас

В XVI веке португальцы включали в число белых, помимо европейцев, также арабов, индийцев, и китайцев. Термин «белая раса» или «белые люди» вошёл в основные европейские языки в конце XVII века в связи с расиализацией рабства, в контексте трансатлантической работорговли и порабощения коренных народов в Испанской империи. Его неоднократно связывали со оттенками крови, происхождением и физическими признаками, и в конечном итоге он стал предметом ранних научных исследований, кульминацией чего стал «научный расизм», который позже был отвергнут научным сообществом. По словам историка Ирэн Сильверблатт, «расовое мышление… превратило социальные категории в расовые истины». Брюс Дэвид Баум, цитируя работу Рут Франкенберг, отмечает: «История современного расистского доминирования связана с историей самоидентификации европейских народов (а иногда и идентификации некоторых других народов) как представителей высшей „белой расы“». Аластер Боннетт утверждает, что «белая идентичность», как она понимается в настоящее время, является американским наследием, отражающим американскую интерпретацию расы и истории.
В XVI и XVII веках «восточноазиатские народы почти всегда назывались белыми, а не жёлтыми». Майкл Кивак пишет, что жители Восточной Азии были переименованы в желтокожих, потому что «жёлтый стал расовым обозначением», и что замена «белого» на «жёлтый» в качестве описания произошла в результате научного дискурса того периода.

### Социальная категория колониальной эпохи

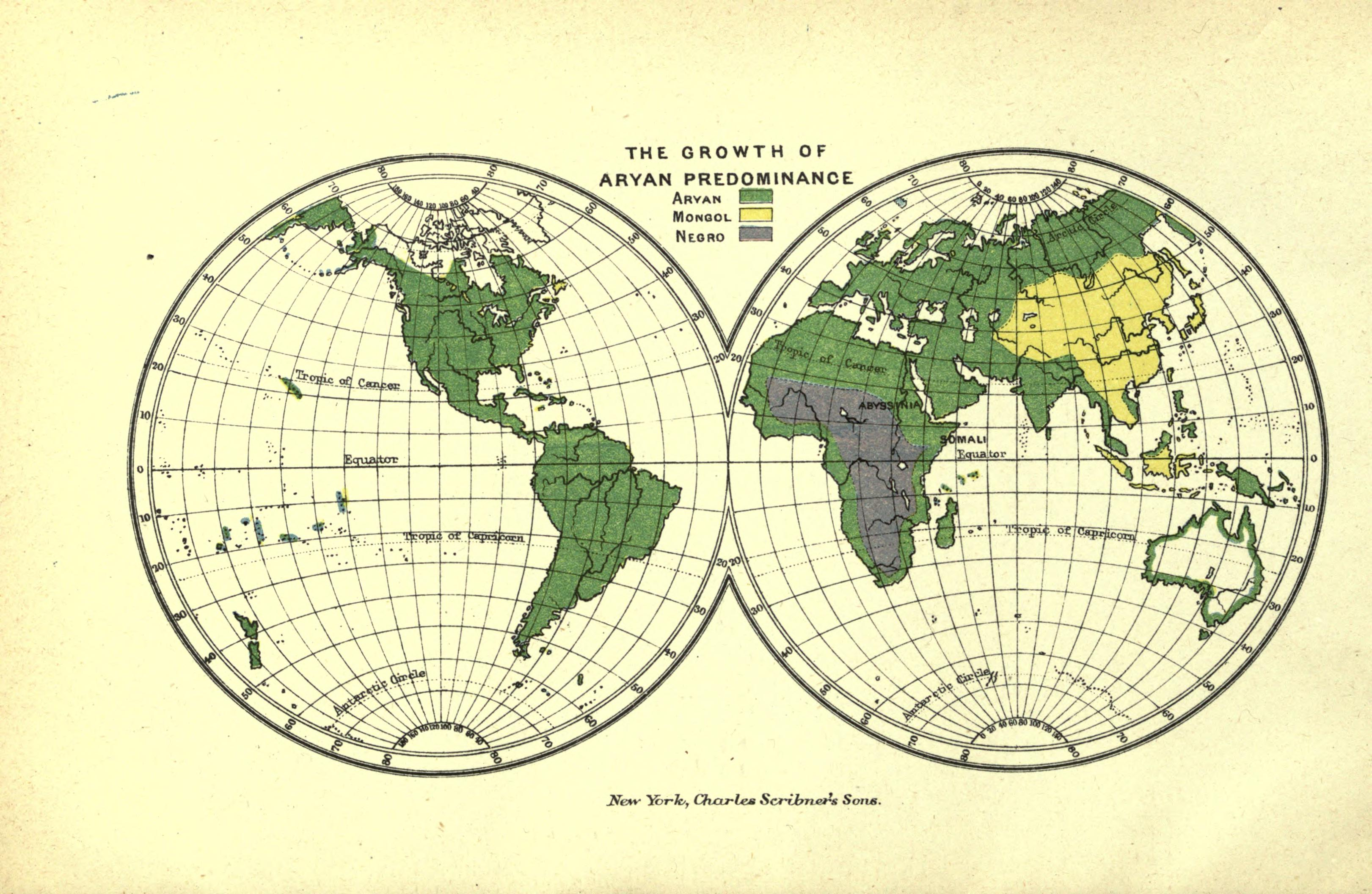
«Рост арийского доминирования», Колдекотт, Альфред, «Английская колонизация и империя», 1891

Цветовая схема из трёх цветов использовалась в Латинской Америке XVII века, находящейся под властью Испании. Ирэн Сильверблатт прослеживает «расовое мышление» в Южной Америке до социальных категорий колониализма и формирования государства: «Белые, чёрные и коричневые — это сокращенные, абстрактные термины для обозначения колонизаторов, рабов и колонизированных». К середине XVII века новый термин español («испанец») в письменных документах приравнивался к blanco («белый»). В американских колониях Испании люди, имеющие африканское, индейское (indios), еврейское или морискское происхождение формально исключались из числа обладавших «чистотой крови» (limpieza de sangre), которые имели право занимать любую государственную должность в соответствии с Королевской прагматикой 1501 года. Подобные ограничения применялись в вооруженных силах, некоторых религиозных орденах, колледжах и университетах, что привело к формированию почти полностью белого духовенства и профессионального слоя общества. Негры и indios облагались данью, им запрещалось носить оружие, а женщинам из их числа было запрещено носить драгоценности, шёлк или драгоценные металлы в ранней колониальной Мексике и Перу. Лица из категорий pardos (люди с темной кожей) и mulattos (люди смешанного африканского и европейского происхождения), обладавшие достаточными финансовыми ресурсами стремились обойти эти ограничения, выдав себя за белых. Королевское предложение купить эти привилегии за значительную сумму денег привлекло пятнадцать претендентов, прежде чем давление со стороны белых элит положило конец этой практике.
В британских колониях в Северной Америке и Карибском бассейне первоначально использовалось обозначение англичанин или христианин для различения с коренными американцами и африканцами. Первые упоминания о «белой расе» или белых людях в Оксфордском словаре английского языка относятся к XVII веку. Историк Уинтроп Джордан отмечает, что в XVII веке «во всех [тринадцати] колониях термины „христианин“, „свободный“, „англичанин“ и „белый“… использовались без разбора» как синонимы. В 1680 году Морган Годвин «счёл необходимым объяснить» английским читателям, что «на Барбадосе „белый“ был „общим названием европейцев“». Некоторые историки пишут о сдвиге в сторону более широкого использования термина «белый» в качестве правовой категории наряду с ужесточением ограничений для свободных чёрных или чёрных христиан. По словам Теодора Аллена, термин «белый» оставался более привычным в американских колониях, чем в Великобритании, вплоть до 1700-х годов.
Понятие «чёрной расы» в качестве социальной категории также сформировалось сравнительно поздно. Вплоть до последней четверти XVII века на плантациях Виргинии белые были наёмными работниками наравне с африканцами и индейцами. С 1670-х годов рабский труд был законодательно однозначно навязан исключительно африканцам, и все завезённые в Америку африканцы вне зависимости от этнической принадлежности стали считаться «неграми-рабами», относящимися к единой «чёрной расе». Белые американцы в качестве «аристократов кожи» были отнесены к категории «белой расы».
В Вест-Индии расовая классификация была значительно более сложной, выделялись различные категории смешанного происхождения, такие как «белые», «красные», «коричневые», «светло-чёрные», «чёрные», «тёмно-чёрные». Расовая категория влияла на социальное положение. Так, категория «тринидадские белые» означала не столько людей определённой физической «белой расы», сколько престижный социальный слой, который обычно ассоциировался с «белой расой». В эту категорию входили преимущественно потомки смешанных браков, но также белые поселенцы. Вместе они именовались «креолами».

### Понятие расовых теорий
Западные исследования рас и этнической принадлежности в XVII и XIX веках вылились в направление, которое позже было названо «научным расизмом». Выдающиеся европейские учёные, писавшие о человеческих природных различиях, включали белую или западно-евразийскую расу в небольшой спектр человеческих рас и приписывали этой категории физическое, умственное или эстетическое превосходство над другими расами. Эти идеи были опровергнуты учёными XX века.

#### Начало XVIII века
В 1758 году Карл Линней предложил понятия, которые он считал естественными таксономическими категориями человеческого вида. Он различал Homo sapiens и Homo sapiens europaeus, а позже добавил четыре географических подразделения людей: «белые» европейцы, «красные» американцы, «жёлтые» азиаты и «чёрные» африканцы. Хотя Линней рассматривал их как объективную классификацию, его описания этих групп включали культурные модели и уничижительные стереотипы.

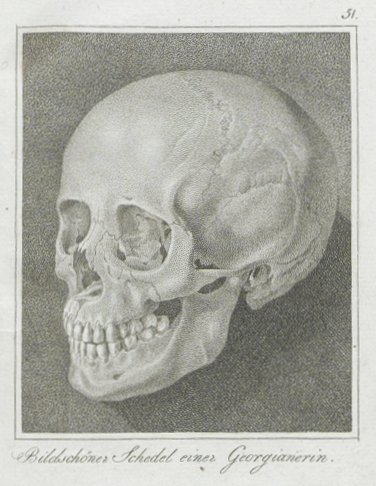
Череп, обнаруженный немецким антропологом Иоганном Блуменбахом в 1795 году в Грузии, который он использовал для построения гипотезы о происхождении европейцев с Кавказа

В 1775 году немецкий натуралист Иоганн Фридрих Блюменбах утверждал, что «Белый цвет занимает первое место, как и у большинства европейских народов. Краснота щек у этой разновидности почти свойственна ей; во всяком случае, у остальных она встречается редко».
В различных изданиях своего труда «О естественном разнообразии человечества» Блюменбах разделил людей на четыре или пять рас, в значительной степени основываясь на классификации Линнея. В издании 1775 года он объединил в свою «первую и самую важную» расу «Европу, Азию по эту сторону Ганга и всю страну, расположенную к северу от Амура, вместе с той частью Северной Америки, которая ближе всего как по положению, так и по характеру жителей», однако он несколько сужает свою «кавказскую разновидность» в третьем издании своего сочинения 1795 года: «К этой первой разновидности принадлежат жители Европы (кроме лопарей и остальных потомков финны) и Восточной Азии, вплоть до реки Оби, Каспийского моря и Ганга, и, наконец, Северной Африки». Блюменбах цитирует различные концепции своих современников, выделявших от двух до семи рас, которые были авторитетами своего времени, в том числе, помимо Линнея, Жоржа-Луи Леклерка де Бюффона, Кристофа Майнерса и Иммануила Канта.
По вопросу о цвете кожи Блюменбах провёл подробное исследование, учитывая также факторы питания и здоровья, но в конечном итоге пришёл к выводу, что «наибольшее влияние имеют климат, почва и температура, а также образ жизни». Согласно Блюменбаху, все расы принадлежат к одному человеческому виду. Блюменбах утверждал, что физические характеристики, такие как цвет кожи, профиль черепа и др., зависят от факторов окружающей среды, таких как соляризация и диета. Как и другие моногенисты, Блюменбах придерживался «дегенеративной гипотезы» расового происхождения. Он утверждал, что Адам и Ева были представителями «кавказской расы» и жили в Азии, а другие расы возникли в результате вырождения под воздействием факторов окружающей среды, таких как солнце и плохое питание. Он последовательно утверждал, что вырождение можно обратить вспять при надлежащем контроле окружающей среды и все современные формы человека могут вернуться к первоначальной «кавказской расе». Название «кавказская раса» связано с мнением Блуменбаха, что Кавказ являлся первым местопребыванием белого человека, а народы Кавказа он считал наиболее чистым и несмешанным типом этой расы.

#### XIX и XX века: «кавказская раса»

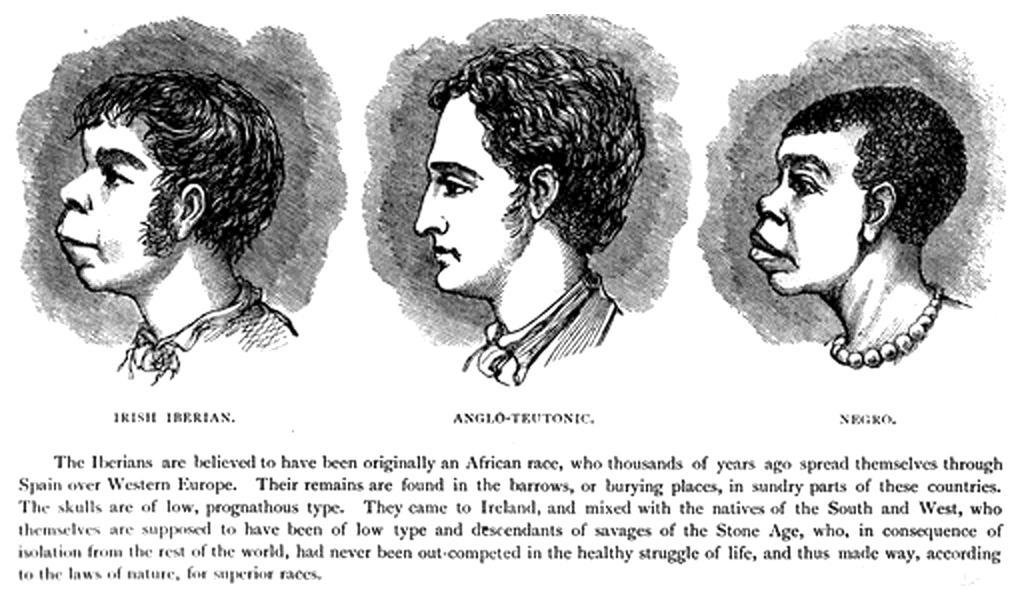
Иллюстрация Генри Стрикленда Констебла (1899), демонстрирующая идею предполагаемой близости между «ирландскими иберийцами» и «неграми» в отличие от стоящих выше в «расовой иерархии» «англо-тевтонов»

Кристиан Майнерс (1747—1840) обозначал известные ему две расы как «прекрасную», или «белую», и «отвратительную», или «чёрную».
В период с середины XIX по середину XX века расоведы, включая большинство физических антропологов, классифицировали население мира на три, четыре или пять рас, которые далее делились на различные подрасы. В этот период понятие «кавказская раса», распространённое на всех европейцев, обозначало одну из этих рас и в качестве формальной категории использовалось как в научных исследованиях, так и в социальной классификации стран, в том числе в США.

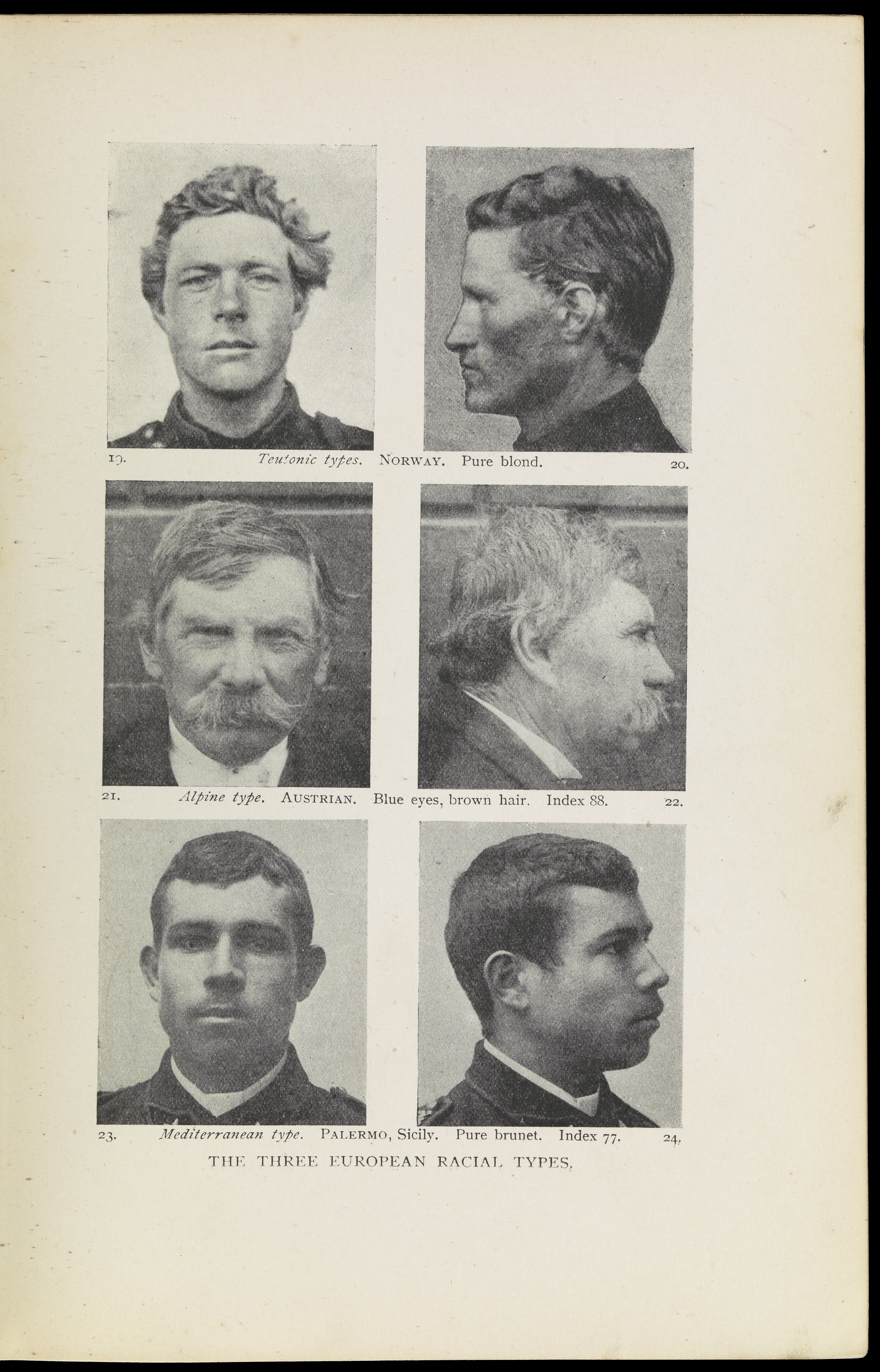
«Три европейских расовых типа», «Расы Европы: Социологическое исследование» Уильяма Рипли, 1899

Учёные никогда не имели единого мнения о разграничении европеоидной расы, включающей население Европы, и монголоидной, включающей население Восточной Азии. Так, Карлтон Кун (1939) включил коренные популяции всей Центральной и Северной Азии в число «кавказских», Томас Хаксли (1870) классифицировал те же популяции как монголоидные, Лотроп Стоддард (1920) классифицировал как «коричневые» большую часть населения Ближнего Востока, Северной Африки и Средней Азии, а к «белым» причислял только европейские народы и их потомков, а также ряд популяций в некоторых частях Анатолии и северных районах Марокко, Алжира и Туниса. Некоторые авторитеты вслед за Хаксли различали Xanthochroi, или «светлых белых» Северной Европы с Melanochroi, или «тёмных белых» Средиземноморья.
Хотя неонацисты часто ссылаются на нацистскую идеологию для обоснования белого национализма, расовая теория нацизма отвергала идею единой «белой расы», вместо этого продвигая нордизм. В нацистской пропаганде восточноевропейских славян часто называли «недочеловеками», а экономическое отставание восточноевропейских стран, таких как Польша и СССР, объяснялся расовой неполноценностью их жителей.

### Социальная категория постколониальных стран

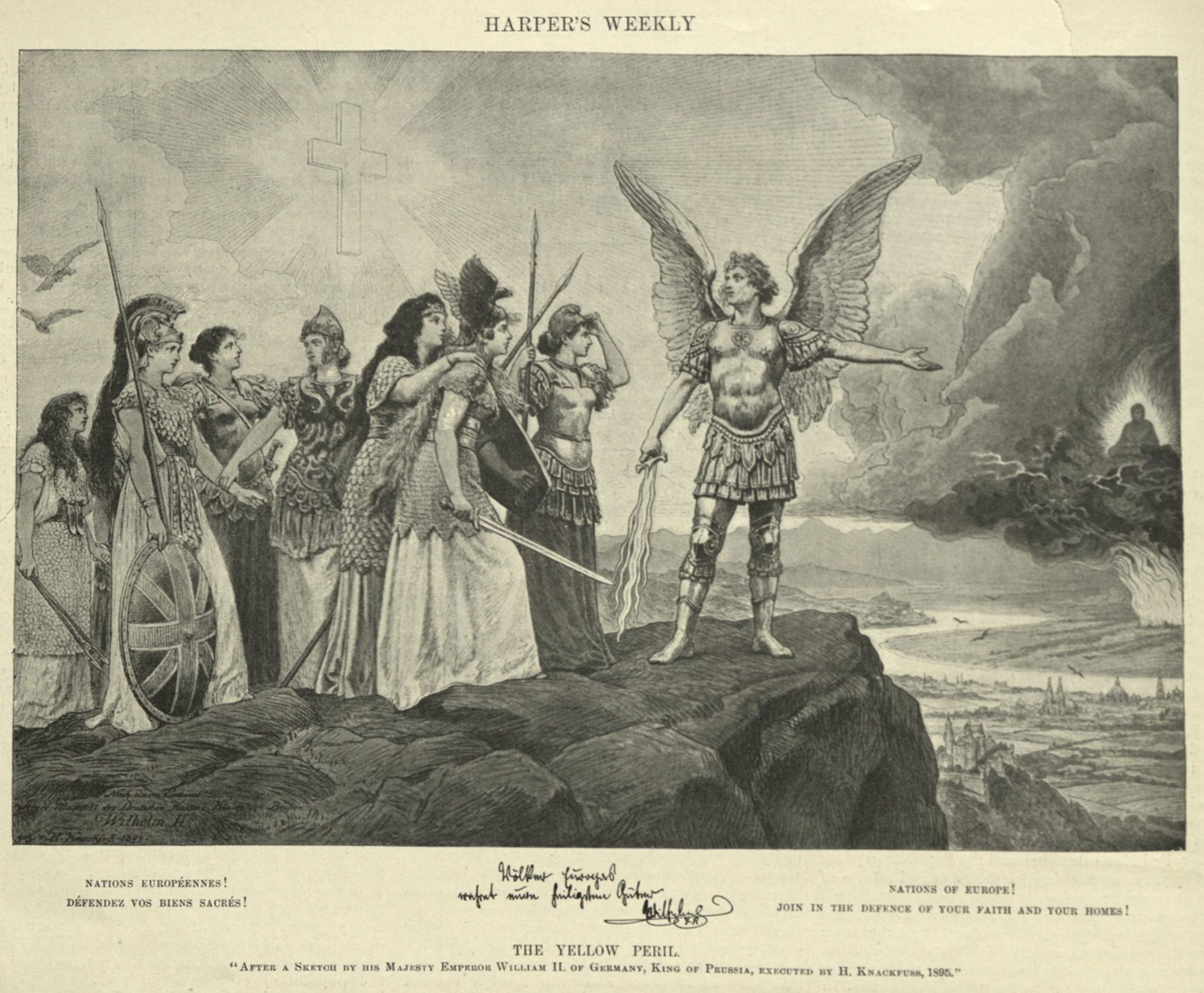
Народы Европы, охраняйте свои священные блага. Рисунок Германа Кнакфуса по эскизу кайзера Вильгельма II, 1895. Гравюра, предупреждающая об «азиатской угрозе»

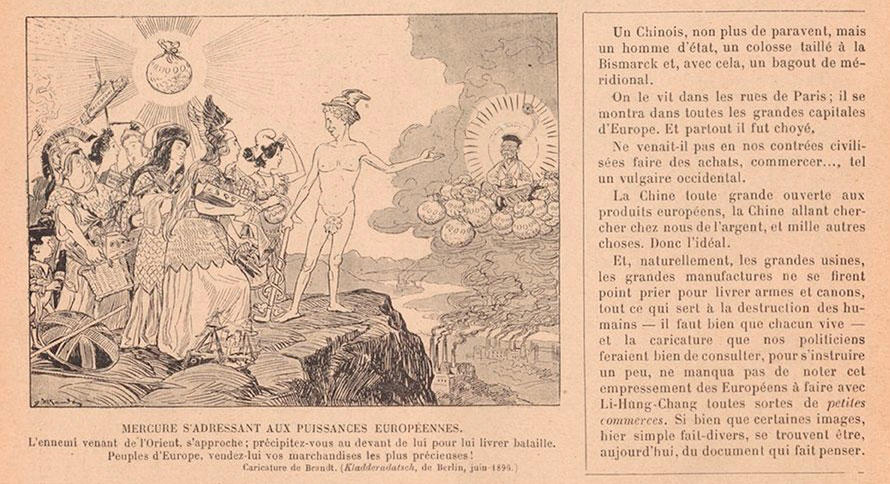
Меркурий обращается к европейским державам. Кладдерадатч, Берлин, июнь 1895 года. Художник: Брандт

Отцы-основатели США, провозглашая в Конституции права и свободы народа Соединённых Штатов — американской нации — ограничивали её определённым этническим сообществом — белыми англосаксонскими протестантами. Не была исключена и возможность вхождения в американскую нацию представителей некоторых других народов Европы, например, германских протестантов — немцев и голландцев. Однако отношение к романским этносам — испанцам и французам, и, тем более, к латиноамериканцам, было значительно хуже: согласно отцам-основателям, данные этносы находились за пределами американской нации. По расовому признаку членами американской нации не считались чернокожие американцы вплоть до 1875 года и американские индейцы — вплоть до 1924 года. До середины XIX века в США действовало «правило одной капли крови», согласно которому «небелыми» считались те, кто имел чёрных или индейских предков вплоть до седьмого поколения. Первоначально американская нация понималась как расово-этническая, а не как гражданская общность. Согласно историку А. И. Уткину, американская национальная идентичность сохраняла расово-этническую основу вплоть до начала Второй мировой войны, когда США приняли большое число иммигрантов из стран Восточной и Южной Европы (поляки, евреи, итальянцы и др.).
В США в XIX века ирландцы и итальянцы не считались «белыми», тогда как в английской литературе рубежа XIX—XX веков к «белой расе» могли относиться такие народы, как арабы, абиссинцы, берберы, туареги, масаи и сомали.
Понятие «белые люди» стало ассоциироваться с европейцами и их потомками только в XX веке. В 1920-е годы индийские деятели пытались доказать американским властям, что они наравне с белыми американцами принадлежат к «белой арийской расе», что не имело успеха. Евреи были причислены к категории «белых» только после Второй мировой войны. Согласно понятиям современной американской бюрократии, граница между «белыми» и «азиатами» примерно соответствует границе Пакистана и Индии.
В Бразилии различаются около 500 типов, основанных на оттенках кожи, формах носа и губ, особенностях волос и др. В 85 % случаев использовались десять терминов, наиболее популярными, около 50 % случаев, были три: «морено» (мулаты), «бланко» (белые) и «сарара» (веснушчатые). В штате Баия различались 25 оттенков цвета, которые были сгруппированы в три основные категории: «бланкос» (белые), «моренос, пардос» (мулаты), «претос, негрос, эскурос» (чёрные). Расовые термины в Бразилии ситуативны и со временем меняются, тогда как власти поощряют межрасовое смешение и ставит целью создание особой «бразильской расы».
Университет Портленда и «Коалиция цветных сообществ» (США) в 2014 году опубликовали исследование, в котором славяне и славянские эмигранты в США отнесены к «цветным», или к категории угнетаемых меньшинств. Из числа «белых» авторы исследования исключили славянских эмигрантов по причине того, что они подвергаются дискриминации при получении школьного и высшего образования, медицинской страховки и при трудоустройстве.

## Численность

Процентное распределение людей европейского происхождения

Определения белых людей менялись с течением времени, включая официальные определения, используемые во многих странах, таких как США и Бразилия. С середины до конца XX века во многих странах существовали формальные правовые стандарты или процедуры, определяющие расовые категории.
| Ирландия                                                                                     | 92.4 %          | 4,330       | перепись 2016                  | [ 54 ]               |
| Великобритания                                                                               | 87.2 %          | 55,000      | перепись 2011                  | [ 55 ]               |
| Северная Америка                                                                             | н/д             | 258,9 млн   |                                |                      |
| Канада                                                                                       | 72.9 %          | 25,112      | перепись 2016                  |                      |
| Куба                                                                                         | 64.1 %          | 7,200       | перепись 2012                  |                      |
| США                                                                                          | 61.6 %          | 204,300     | перепись 2020                  | [ 56 ]               |
| Бермудские Острова (Великобритания)                                                          | 30.52 %         | 19.47       | перепись 2016                  | [ 57 ]               |
| Пуэрто-Рико (США)                                                                            | 17.1 %          | 2,800       | перепись 2020                  | [ 58 ]               |
| Никарагуа                                                                                    | 17.0 %          | 1,000       | WFB2                           | [ 59 ]               |
| Доминиканская Республика                                                                     | 13.6 % — 16,0 % | 2,000       | перепись 1960, 2006            | [ 60 ]               |
| Виргинские Острова (США)                                                                     | 15.6 %          | 16.65       | перепись 2010                  | [ 61 ]               |
| Мексика                                                                                      | 9.0 % — 47,0 %  | 10.8 — 56.0 | WFB2, Lizcano3 2010            | [ 62 ] [ 63 ] [ 64 ] |
| Сальвадор                                                                                    | 12.7 %          | 700         | перепись 2007                  | [ 65 ]               |
| Теркс и Кайкос (Великобритания)                                                              | 7.9 %           | 1.56        | перепись 2001                  | [ 66 ]               |
| Панама                                                                                       | 6.7 % est.      | 28          | 2010 WFB2                      | [ 67 ]               |
| Виргинские Острова (Великобритания)                                                          | 5.4 %           | 1.51        | перепись 2010                  | [ 68 ]               |
| Багамские Острова                                                                            | 5.0 %           | 16.60       | перепись 2010                  | [ 69 ]               |
| Ангилья (Великобритания)                                                                     | 3.2 %           | 0.43        | перепись 2011                  | [ 70 ]               |
| Барбадос                                                                                     | 2.7 %           | 6.14        | перепись 2010                  | [ 71 ]               |
| Сент-Винсент и Гренадины                                                                     | 1.4 %           | 1.48        | перепись 2001                  | [ 72 ]               |
| Тринидад и Тобаго                                                                            | 0.7 %           | -           | перепись 2011                  | [ 73 ]               |
| Южная Америка                                                                                | н/д             | н/д         | -                              |                      |
| Уругвай                                                                                      | 87.7 %          | 2,800       | перепись 2011                  | [ 74 ]               |
| Колумбия                                                                                     | 62.5 %          | 31,250      | 2015 Public Library of Science | [ 75 ]               |
| Чили                                                                                         | 52.7 %          | 9,100       | Lizcano3                       | [ 62 ]               |
| Бразилия                                                                                     | 47.7 %          | 91,000      | перепись 2010                  | [ 76 ]               |
| Венесуэла                                                                                    | 43.6 %          | 11,900      | перепись 2011                  | [ 77 ]               |
| Парагвай                                                                                     | 20.0 %          | 1,300       | Lizcano3                       | [ 62 ]               |
| Эквадор                                                                                      | 6.1 %           | 1,300       | перепись 2010                  | [ 78 ]               |
| Перу                                                                                         | 5.9 %           | 1,300       | перепись 2017                  | [ 79 ]               |
| Боливия                                                                                      | 3.0 %           | -           | 2014 (Ipsos)                   | [ 80 ]               |
| Австралия и Океания                                                                          | н/д             | 23,6 млн    |                                |                      |
| Австралия                                                                                    | 76 %            | 17,500      | перепись 2016                  | [ 81 ]               |
| Новая Зеландия                                                                               | 71.76 %         | 3,370       | перепись 2018                  | [ 82 ]               |
| Новая Каледония (Франция)                                                                    | 24.1 %          | 65.49       | перепись 2019                  | [ 83 ]               |
| Гуам (США)                                                                                   | 7.1 %           | 11.32       | перепись 2010                  | [ 84 ]               |
| Северные Марианские Острова (США)                                                            | 2.4 %           | 1.12        | перепись 2010                  | [ 85 ]               |
| Африка                                                                                       | н/д             | 4,6 млн     | -                              |                      |
| ЮАР                                                                                          | 8.9 %           | 4,500       | перепись 2011                  | [ 86 ]               |
| Намибия                                                                                      | 4.0 — 7,0 %     | 75—100      | оценка                         | [ 87 ]               |
| Зимбабве                                                                                     | 0.22 %          | 28.73       | перепись 2012                  | [ 88 ]               |
| ↑ Всемирная книга фактов ЦРУ. ↑ Étnica de las Tres Áreas Culturales del Continente Americano |                 |             |                                |                      |

## Белое население в странах мира
Америка
- Белые американцы

«Белые» люди с пластинки «Пионера»

  - Американцы европейского происхождения
  - Американские евреи
- Белые латиноамериканцы
  - Белые бразильцы
  - Белое население Мексики

Африка
- Белые в Намибии
- Белые люди в Южно-Африканской Республике
- Кабилы

Европа
- Белые в Великобритании
  - Белые британцы (коренные британцы)

## Превосходство белых

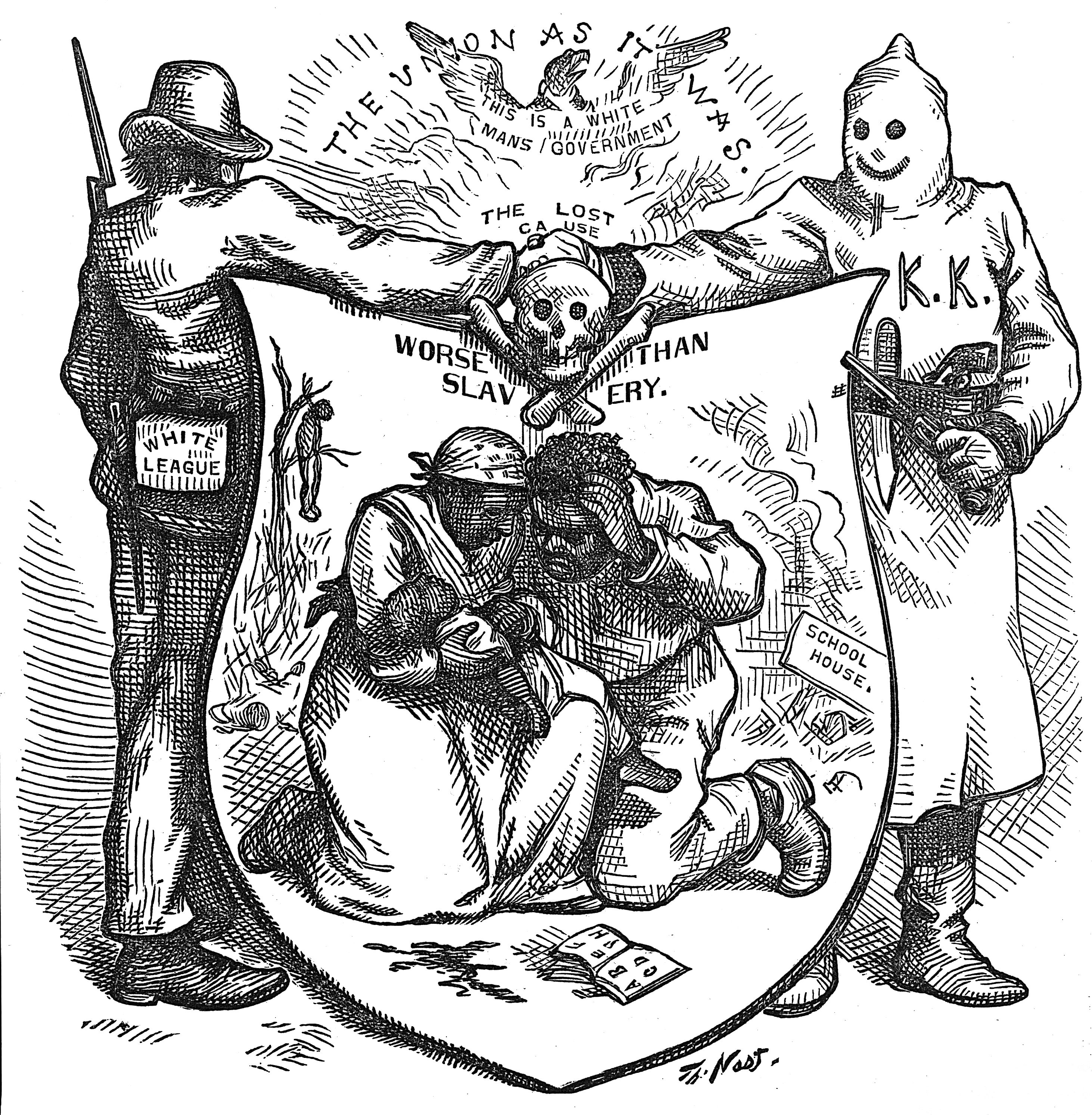
«Союз, как он был», Harper’s Weekly, 10 октября 1874 года (название отсылает к лозунгу кампании «медноголовых» около 1862 года «Союз, как он был, Конституция, как она есть»). На щите изображены чёрная семья с убитым ребёнком. По сторонам стоят члены Белой лиги и Ку-клукс-клана

Превосходство «белых», белый супремасизм (англ. white supremacism) включает представления и идеи о естественном превосходстве «белых» людей над другими расовыми группами, представляя собой расистскую концепцию, опирающуюся на построения расовых теоретиков, согласно которой «белые» превосходят других людей по расовым особенностям. Белый супремасизм восходит к псевдонаучной доктрине «научного расизма» и ранее составлял основу идеологии, оправдывавшей европейский колониализм.
Как политическая идеология белый супремасизм поддерживает культурное, социальное, политическое, историческое и/или институциональное господство «белых» людей. В прошлом эта идеология претворялась в жизнь посредством социально-экономических и правовых институтов, таких как трансатлантическая работорговля, законы Джима Кроу в Соединённых Штатах, политика Белой Австралии с 1890-х до середины 1970-х годов и апартеид в Южной Африке.
Белый супремасизм лежит в основе ряда современных движений, таких как белый национализм, белый сепаратизм, неонацизм и движение за христианскую идентичность. В Соединённых Штатах белый супремасизм разделяется Ку-клукс-кланом (ККК), «Арийскими нациями» и движением белого американского сопротивления. Организация «Proud Boys», несмотря на собственные заявления, что они не связаны с белым супремасизмом, описываются как таковые исследователями. Такие веб-сайты, как Twitter, Reddit и Stormfront, а также президентская кампания Дональда Трампа способствовали повышению активности белого супремасизма и интереса к нему.
Различные направления белого супремасизма имеют разные представления, кто принадлежит к числу «белых» и кого считать главными «врагами» «белых». Различные группы сторонников превосходства «белой расы» называют расовых, этнических, религиозных и других «врагов» «белых», чаще всего причисляя к таковым выходцев из Африки к югу от Сахары, коренные народы Америки и Океании, азиатов, метисов, жителей Ближнего Востока, евреев, мусульман и представителей ЛГБТК+.
Многие сторонники ультраправых и других маргинальных идеологий не признают в качестве «белых» ряд этносов, обычно относящихся к европеоидной расе, и фактически также классифицируемых как «белые» (евреи, персы, большинство арабов и этнических групп Ближнего Востока и Северной Африки, испаноговорящие/латиноамериканцы с европеоидной внешностью) на основании культурных и религиозных критериев, противопоставляя им антропологические. В послевоенные годы сторонниками превосходства «белой расы» по всему миру в качестве общего обозначения «белых» людей, не являющихся евреями, начал использоваться термин «арийцы».
В академическом дискурсе, особенно в рамках критической расовой теории или интерсекциональности, термин «превосходство белых» может также относиться к социальной системе, в которой «белые» люди пользуются социальными преимуществами (привилегиями) над другими этническими группами как на коллективном, так и на индивидуальном уровне, несмотря на формальное юридическое равенство.

## «Геноцид белой расы»

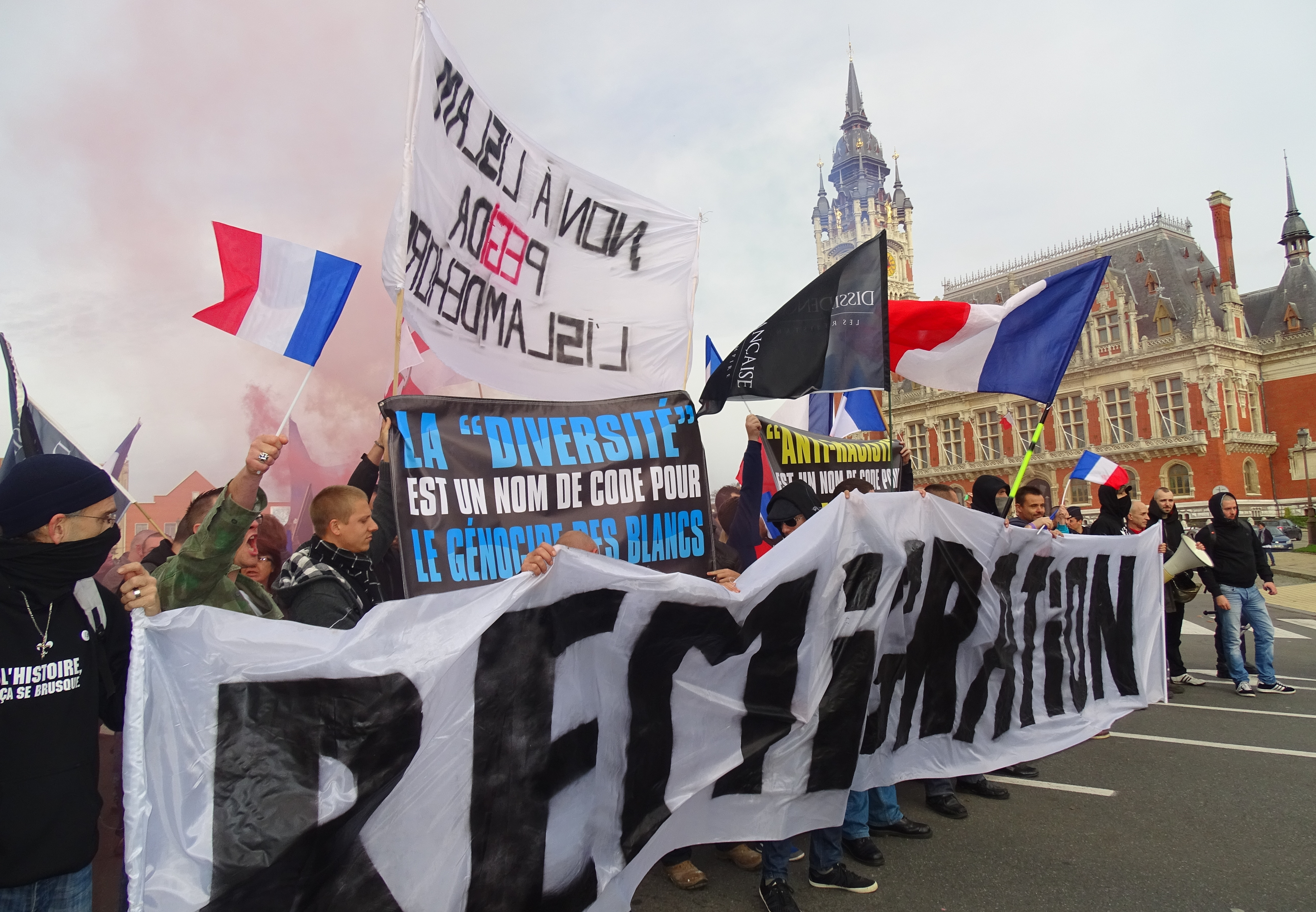
Антииммигрантски настроенные протестующие в Кале держат плакат на французском языке с надписью «Разнообразие — кодовое слово для обозначения геноцида белых» над транспарантом, призывающим к реэмиграции, 8 ноября 2015

«Геноцид белой расы», «геноцид белых», «вымирание белых» или «замещение белых» представляет собой теорию заговора, разделяемую сторонниками превосходства «белой расы», согласно которой существует заговор с целью уничтожения белых. Утверждается, что в странах с белым большинством тайные силы поощряют смешение рас, массовую иммиграцию небелых, расовую интеграцию, низкий уровень рождаемости, аборты, государственную конфискацию земли у белых, организованное насилие и элиминации с целью вызвать вымирание белых посредством принудительной ассимиляции, массовой иммиграции или прямого геноцида. В организации «геноцида белых» сторонники теории заговора часто обвиняют евреев.
«Геноцид белых» представляет собой политический миф, основанный на псевдонаучных, включая псевдоисторические, взглядах и на этнической ненависти, вызванный психологической паникой, которую часто называют «страхом вымирания белых». По мнению учёных, белые не вымирают и не находятся под угрозой истребления.